# Politischer Soldat (Neuauflage)
Politischer Soldat (Neuauflage) je album njemačkog RAC sastava Stahlgewitter, realiziran 2008. godine.

## Popis pjesama
| Br. | Skladba                                              | Trajanje |
| --- | ---------------------------------------------------- | -------- |
| 1.  | »Begrüßungsworte Von Bundeskanzler Gerhard Schröder« | 00:15    |
| 2.  | »Das Wahre Deutschland«                              | 05:36    |
| 3.  | »Pseudodeutscher«                                    | 04:05    |
| 4.  | »Sommer In Sebnitz«                                  | 05:00    |
| 5.  | »Die Letzte Opposition«                              | 05:56    |
| 6.  | »Politischer Soldat«                                 | 04:46    |
| 7.  | »Was Immer Auf Erden Besteht«                        | 03:50    |
| 8.  | »Sie Fürchten Unser Wort«                            | 03:26    |
| 9.  | »Völker Wehrt Euch (One-World Mafia)«                | 04:55    |
| 10. | »Ruhm Und Ehre II«                                   | 04:14    |
| 11. | »Der V-Mann«                                         | 04:54    |
| 12. | »Achtundachtzig«                                     | 01:26    |
| 13. | »Das Eiserne Gebet«                                  | 03:23    |
| 14. | »Einen Tag Regieren«                                 | 04:18    |

## Vanjske poveznice
- Stahlgewitter — Politischer Soldat (Neuauflage) na Discogs
- Stahlgewitter — Politischer Soldat (Neuauflage) na Last.fm